# Парк Аріана
Парк Аріана — це громадський сад у Женеві, Швейцарія, де розташований музей Аріани.

## Історія
У 1864 році Гюстав Ревільйо успадкував від батька маєток Варембе. З часом він придбав прилеглі землі, завдяки чому володіння збільшилося до 36 гектарів і простяглося від дороги до Преньї до самого Женевського озера. Через кілька років, у 1877-му, Ревільйо розпочав будівництво музею для своїх мистецьких зібрань. Він присвятив його пам'яті матері, давши назву — Музей Аріани. 
У 1890 році, після смерті, Гюстав Ревільйо заповів місту Женеві маєток Варембе, музей Аріани з усіма колекціями та кошти для подальшого догляду за ними. У документі були прописані умови, які й досі представлені в музеї Аріани. Серед основних побажань: можливість для блакитного павича мешкати у парку, поховання самого Ревільйо на території маєтку, збереження цілісності ландшафту й інфраструктури парку та його відкритість для широкої публіки.
У 1901 році влада Женеви вирішила перенести Ботанічний сад із Парку Бастіонів, де йому бракувало простору, до більш придатної території. Тут планувалося також спорудити будівлю для гербарію Делессера, започаткованого Жан-Жаком Руссо. Для цього місто обрало маєток Варембе, хоча це й суперечило умовам заповіту Ревільйо. Вже наступного року, у 1902-му, було укладено угоду зі спадкоємцями мецената: нову будівлю (так звану Консоль) вирішили звести між озером і дорогою до Лозанни, а Ботанічний сад перенести в межі маєтку Варембе, але за межі парку Аріана — між залізницею та цією дорогою.
У 1920 році, після того як Женеву було обрано місцем розташування новоствореної Ліги Націй (LoN), її штаб-квартира спершу розмістилася в готелі на набережній Вільсон (Hôtel National), який згодом отримав назву Пале Вільсон. У наступні роки організація отримала у користування велику ділянку землі на березі Женевського озера — колишні маєтки Муаньє та Бартолоні (останній придбав Ганс Вільсдорф, а його дружина назвала його «Перлиною озера»). У 1926 році було проведено архітектурний конкурс на проєкт нової штаб-квартири, однак реалізувати його не вдалося. Зрештою, у 1929 році місто Женева надало Лізі Націй (яка після Другої світової війни стала ООН) право забудови приблизно 250 000 м² території парку Аріана, що становило близько семи восьмих його площі, всупереч побажанням Гюстава Ревільйо. При цьому за містом залишилися Музей Аріани та ділянка навколо нього площею 28 000 м².  В обмін Ліга Націй передала місту землі Муаньє та Перль-дю-Лак (колишній маєток Бартолоні) площею 66 400 м², а також зобов'язалася зберегти будинок родини Ревільйо й мавзолей Гюстава Ревільйо та залишити сади відкритими для громадськості. Палац Націй, споруджений у 1929—1937 роках, перегородив вид на Женевське озеро з території музею та парку, всупереч волі Ревільйо, тоді як решта первісної частини парку й досі доступна відвідувачам.
У 1933 році, коли кантон Женева придбав дві ділянки у маєтку Пті-Моріллон на захід від музею (а потім у 1939 році передав одну з них місту Женева), ці дві суміжні ділянки з'єднані двома сходовими прольотами та приєднані до парку Аріана, таким чином розширюючи його на захід аж до нового маршруту дороги Преньї під назвою авеню де ла Пе .

## Пам'ятники та витвори мистецтва
У парку Аріана, що оточує музей, розташовано низку пам'ятників та витворів мистецтва, які доступні для громадськості.
- Бронзова скульптура Моріса Саркісоффа (1882—1946), що зображує оголену жінку, була встановлена в 1936 році в ніші з видом на басейн, розташований біля підніжжя стіни з двома сходовими прольотами, що ведуть до саду В'є-Буа [5].
- Ковані залізні коропи роботи Томаса Моліни (нар. 1979) були розміщені в цьому ставку, який у 1985 році був перетворений на кашпо [6].
- У 1980 році три бронзові крани замінили залізні крани, які прикрашали великий басейн навпроти входу до музею протягом століття [7]. Художник невідомий.
- Бюст Мікеланджело роботи Луїджі Гульєльмі (1834—1907), придбаний Гюставом Ревільйо у художника в 1885 році, встановлено на краю пішохідної доріжки, що з'єднує Авеню де ла Пе, навпроти Вілли Ле Фейянтинців, та музей [8].
- Портик, на якому знаходиться репліка великого дзвона храму Хонсен-дзі в Сінагаві (район Токіо), відлитого в 1657 році та втраченого під час пожежі храму в 1867 році, про який Гюстав Ревільйо повідомив під час заняття класу образотворчих мистецтв Товариства мистецтв Женеви, що ливарня Рюетскі в Аарау володіє японськими дзвонами, придбаними в останнього в 1873 році, не знаючи їхнього походження і таким чином врятувавши їх від плавлення, та встановленими перед своїм музеєм. У 1919 році японський студент впізнав дзвін і повідомив настоятеля храму Хонсен-дзі. У 1929 році влада Женеви задовольнила прохання японського уряду про повернення цієї культурної цінності, і дзвін був повернутий до храму в 1930 році; на знак подяки за це повернення Японія подарувала гранітний ліхтар Дзендодзі з мотивом чайника. У 1990 році, на знак своєї глибокої вдячності, настоятель храму Хонсен-дзі подарував точну копію цього дзвона місту Женева, яке встановило його в 1991 році під портиком, поруч із гранітним ліхтарем Зендоджі, у правому нижньому куті пішохідної доріжки, що веде від Авеню де ла Пе (навпроти Вілли Ле Фейянтин) до музею [9].
- Скульптура «Крила миру» художниці Діни Мерхав, виготовлена з вирізаних пластин кортенської сталі, що зображують два стилізовані крила, що стоять на постаменті, була подарована швейцарському народу колишніми біженцями у Швейцарії під час Другої світової війни ; її було встановлено в листопаді 1998 року в парку, що межує з авеню де ла Пе та поруч із бюстом Мікеланджело, а наступного місяця її було відкрито у присутності президента Швейцарської Конфедерації Рут Дрейфус [10].
- На згадку про жертв бомбардувань Хіросіми та Нагасакі та на знак поваги до доктора Марселя Джунода у 2005 році ліворуч від еспланади перед входом до музею було встановлено кам'яний блок, на якому було встановлено бронзовий барельєф роботи Хісасі Акутагави, що зображує бюст доктора Джунода (ідентичний тому, що знаходиться в Меморіальному парку миру Хіросіми з 1979 року), а також серпантинну табличку з текстом на честь жертв, виготовлену майстернею Cal'AS [11].

## Зовнішнє посилання
- Офіційний веб-сайт міста Женева: Аріана Парк